# Sue Sylvester
 Susan "Sue" Sylvester è un personaggio della serie televisiva Glee, interpretato da Jane Lynch; è l'allenatrice delle cheerleader del liceo McKinley.

## Aspetto fisico e personalità
Fisicamente, Sue Sylvester è una donna molto alta e dal fisico robusto con capelli biondi non molto lunghi e la pelle chiara. È solita indossare tute da ginnastica, e infatti solo in rarissime occasioni indossa abiti differenti. Caratterialmente, è una donna molto prepotente, egoista, competitiva e cinica. Adora dare nomignoli alle persone, come con Kurt Hummel, che chiama "Porcellana". In varie, occasioni, però, sono emersi lati positivi della sua personalità. Con persone a cui tiene molto, infatti, si dimostra gentile e affettuosa. Con la sorella Jean, per esempio, è sempre molto dolce e affettuosa. Lo è anche con Becky Jackson, una ragazza con la sindrome di down che lei fa entrare nella squadra di Chearleader e che le ricorda molto l'amata sorella. Inoltre, sebbene fin dall'inizio mostri una spiccata antipatia per Will Schuster, in varie occasioni ha fatto intendere che in fondo lo ammiri molto, principalmente per il fatto che egli sia l'unico che riesce sempre a tenerle testa.

## Biografia
Del passato di Sue Sylvester non si sa molto. Si sa che i suoi genitori erano cacciatori di Nazisti e che per questo era sempre lei ad occuparsi della sorella maggiore, cosa che ha fatto crescere in Sue un profondo odio per i genitori, e in particolare con la madre. Sembra sia stata, in passato, parte di varie organizzazioni importanti, come la CIA, ma non viene mai verificato. Fin dalla sua prima apparizione, Sue è il coach delle Chereos, la squadra di Cheerleader del McKinley. Inoltre, benché non si sappia la sua età con certezza, durante la prima stagione afferma di avere 29 anni, il che lascia tutti perplessi visto che ne dimostra almeno 40.
Fin dalla creazione del Glee Club, Sue, usando mezzi subdoli e astuti, tenta di distruggere il Glee per appropriarsi del suo budget e usarlo come preferisce, ma ogni suo tentativo, di solito, va' a vuoto. Alla fine della prima stagione, per assicurarsi che il Glee venga cancellato, riesce a diventare un membro della giuria delle regionali ma, incredibilmente, cambia idea e vota a favore delle Nuove Direzioni (come del Glee Club del McKinley). La cosa, però, si rivela inutile visto che le Nuove Direzioni perdono comunque. Ma la donna riesce a convincere il preside a dare al Glee un altro anno e auguri a Will buona fortuna, affermando che l'anno seguente tenterà nuovamente di distruggerli.
Nella seconda stagione, Sue persiste nel suo intento e continua a organizzare modi sempre più ingegnosi per distruggere le Nuove Direzioni. Tuttavia, alla fine della seconda stagione sua sorella Jean muore e al funerale della sorella Will legge un commovente biglietto per lei (che in realtà la stessa Sue aveva scritto ma non era riuscita a leggere) e le Nuove Direzioni cantano per Jean la canzone "Pure imagination", canzone preferita di Jean. Sue resta commossa dal gesto e promette a Will di smettere di tentare di distruggere il Glee, augurandogli perfino buona fortuna per le gare successive.
Nella terza stagione, all'inizio Sue, messo da parte l'odio per il Glee, decide di concentrarsi sul diventare senatrice dell'Ohio, entrando in competizione con il padre di Kurt. Sue tenta in ogni modo di vincere, usando anche mezzi poco gradevoli, ma alla fine perde e torna a fare la Coach dei Cheereos. In questo lasso di tempo, ha una breve relazione con Cooter Menkins, un coach di un'altra scuola, ma la relazione dura poco perché poi l'uomo inizia a frequentare il Coach Beaste con la quale Sue, col passare del tempo, stringerà un rapporto di reciproco rispetto. In questa stagione, con gran stupore di tutti, Sue decide di usare l'inseminazione artificiale per rimanere incinta, cosa che avviene. Inoltre, durante il periodo di tempo in cui torna a dirigere i Cheereos, Sue viene sfidata da Roz Washington, una coach di un'altra scuola che tenterà, vanamente, di co-dirigere i Cheereos.
Nella quarta stagione, Sue, partorita la sua bambina, che chiama Robin, entra di nuovo in competizione con le Nuove Direzioni quando Will, che deve assentarsi temporaneamente, affida le redini del Glee a Finn Hudson. La donna non approva la cosa e per questo tenta in tutti i modi di convincere il preside Figgins a non permettere la cosa, ma il preside è favorevole. Durante una lite con Finn, il ragazzo, per errore, chiama la sua figlia ritardata, cosa che manda Sue su tutte le furie. Finn tenta più volte di scusarsi, ma la donna rifiuta le sue scuse e si proclama ufficialmente sua nemica. Alla fine della stagione riesce a diventare preside, ma con gran sorpresa di Will decide di non cancellare il Glee. Al contrario, afferma a Will che il Glee rimarrà aperto se le Nuove Direzioni vinceranno i campionati nazionali.
Nella quinta stagione, Sue è ormai preside a tutti gli effetti e, malgrado rimanga competitiva e sgarbata, non entra apertamente in guerra con il Glee. Nell'episodio "Addio, Finn" dedicato alla morte del personaggio, Sue rivela di avere sempre ammirato Finn e che sperava che egli diventasse un buon insegnante perché voleva continuare a prenderlo in giro per il resto della sua vita. In suo onore fa piantare un albero nel punto del giardino dove lo beccò a baciare Quinn Fabray anni prima. Sue ha un forte diverbio con Will quando egli, per un compito del Glee, fa vestire i suoi ragazzi come Lady Gaga e Katy Perry, ma nonostante questo non fa chiudere il Glee. Quando le Nuove Direzioni perdono le nazionali, Sue mantiene la parola e chiude il Glee. Tuttavia, anziché mostrarsi fredda e antipatica, mostra una certa ammirazione per Will e gli fa ottenere un incarico da coach per i Vocal Adrenalin, la squadra di Glee più ammirata dello stato.
Nella sesta stagione, Sue è ancora la preside del McKinley, che dirige con il pugno di ferro. Da quando ha fatto chiudere il Glee, ha reso la scuola molto più fredda e meschina di prima. Fa' servire come pasti solo verdure dall'aria poco gradevole, ha eliminato ogni attività artistica dal liceo, sgrida e punisce le persone che secondo lei sono troppo grasse e ogni tanto libera per i corridoi cani molto feroci. Tuttavia, i voti della scuola sono migliorati notevolmente e per questo nessuno si oppone. Quando Rachel torna a Lima dopo la fine della sua carriera a Broadway, decide di riaprire il Glee e lo sponsorizza con i pochi soldi rimastele. Malgrado le opposizioni di Sue, Rachel riesce nel suo intento, anche grazie all'aiuto di Kurt, che viene a dirigere con lei. Sue riprenderà la sua lotta al Glee, ma come in passato i suoi tentativi vanno sempre a vuoto. Sue verrà licenziata dal ruolo di preside quando tenterà di cacciare gli Usignoli dal liceo McKinley (gli Usignoli erano venuti perché volevano unirsi alle Nuove Direzioni dato che da loro non era più possibile restare a causa di un incidente). Becky e Will, infatti, riescono a convincere il sovrintendente Harris, responsabile della scuola, a farla licenziare. Sue, alla fine, accetta la sconfitta e fa' pace sia con Becky che con Will. Quest'ultimo, dopo la vittoria alle nazionali delle Nuove Direzioni, diventa preside del McKinley, divenuta nel frattempo una scuola d'arte.
Nell'epilogo, 5 anni dopo, Sue è diventata Vicepresidente degli Stati Uniti d'America e mira alla Presidenza. Per dedicare il nuovo auditorium del McKinley a Finn, Sue invita tutti i vecchi studenti del Glee al McKinley. In questa occasione, Sue rivela di essere cambiata e di ammirare l'arte nelle scuole. Dopo un discorso di Will, tutti insieme (Sue compresa) cantano I Lived.

## Performance musicali
| Episodio                           | Titolo della canzone          | Artista originale  | Con                |
| ---------------------------------- | ----------------------------- | ------------------ | ------------------ |
| Come Madonna                       | Vogue                         | Madonna            | solista            |
| Cattiva Reputazione                | Physical                      | Olivia Newton John | Olivia Newton John |
| Furt                               | Ohio                          | Wonderful Town     | Doris Sylvester    |
| Buon Natale                        | You're A Mean One, Mr. Grinch | Il Grinch          | solista            |
| Faida                              | Super Bass                    | Nicki Minaj        | solista            |
| The Hurt Locker, Part One          | Bitch                         | Meredith Brooks    | solista            |
| The Rise and Fall Of Sue Sylvester | The Trolley Song              | Judy Garland       | sua madre          |
| The Rise and Fall Of Sue Sylvester | The Final Countdown           | Europe             | Will Schuester     |
| Dreams Come True                   | The Winner Takes It All       | ABBA               | Will Schuester     |
| Dreams Come True                   | I Lived                       | OneRepublic        | tutto il cast      |

## Curiosità
- Nel corso dell'episodio "Come Madonna", Sue afferma di avere 29 anni. Nonostante questo, nella terza elle stessa afferma di avere 30, anche se è ovvio che è molto più vecchia.
- In un episodio Sue rivela personalmente di essere nata a Padova, ma non viene chiarito se dicesse sul serio o scherzasse.
- Nel quinto episodio della sesta stagione si viene a sapere che in passato, probabilmente da giovane, Sue tentò di diventare attrice facendo i provini per diversi personaggi di film famosi (tipo la Principesse Leila di Guerre Stellari) ma che venne sempre rifiutata.